# Accurate Situations-Carte von einem Theile des Churfürstenthums Sachsen
Die Accurate Situations-Carte Von Einem Theile Des Churfürstenthums Sachsen ist ein Kartenwerk von Isaak Jakob von Petri und Johann David Schleuen. Es stammt aus dem Jahre 1762. Es stellt die Umgebung von Dresden im Kurfürstentum Sachsen dar. Es entstand in der Zeit des Siebenjährigen Kriegs.
Der vollständige Titel lautet: „Accurate Situations-Carte von einem Theile des Churfürstenthums Sachsen, und hauptsaechlich von den Gegenden 4 bis 5 Meilen aus dem Centro um die Haupt- und Residenz-Stadt Dresden: worinnen alle Berge und Thäler, Seen und Teiche, Ströme, Flüsse und Bäche mit allen daran gelegenen Morästen, Wiesen, Holzungen und Wäldern desgleichen die Lagen der Dörfer mit allen durch und neben desselben gehenden Landstraßen und anderen gemeinen Dorfwegen, nicht weniger alle einzelne Häuser als Vorwerker, Schäfereien, Forst- und Winzerhäuser, Gasthöfe und Schenken, Ziegeleien, Pech- und Theer-Hütten, auch Wind und Wasser-Mühlen, nach ihrer wesentlichen und natürlichen Lage genau angemerket, und solchergestalt diese Gegenden zum Gebrauch und Nutzen der Königlichen Preussischen Armée aufgenommen, in ein wahres Licht gesetzet, und nach untenstehendem ziemlich grossem Maasstabe in denen Jahren des jetzigen Krieges 1759 und 1760 in dieser deutlichen Carte gebracht und verzeichnet worden durch den Ingen. Major Petri und einige bei sich gehabte Preussische Ingen. Officiers... auch nachhero durch eben demselben in denen folgenden Campagnen 1761 und 1762 an denen Örtern, wo man zuvor vorm Feind nicht kommen können, gänzlich verbessert und vollständig gemacht worden.“
Ihr folgte das Kartenwerk Accurate Situations- und Cabinets-Carte von einem anderen Theile des Churfürstenthums Sachsen.
Das Kartenwerk liegt unter anderem dem Leibniz-Institut für Länderkunde vor. 

## Kartenschnitt
|  |  |  |  |
|  |  |  |  |
|  |  |  |  |